# Richard Attenborough
Richard Samuel Attenborough (Cambridge, 29 augustus 1923 – Londen, 24 augustus 2014) was een Engels acteur, filmregisseur en filmproducent. Hij was de oudere broer van de maker van natuurdocumentaires David Attenborough.

## Levensloop
Hij begon zijn carrière als acteur met de rol van een deserterende matroos in In Which We Serve (1942). Door deze rol werd hij vele jaren getypecast als lafaard in films zoals London Belongs to Me (1948) en Morning Departure (1950). Hij brak door met de rol van psychopathisch gangster in Brighton Rock in 1947. De volgende 30 jaar bleef hij acteren in Britse films. In de jaren 50 verscheen hij in verschillende komedies, zoals Private's Progress (1956) en I'm All Right Jack (1959).
In 1969 maakte hij zijn eerste film als regisseur: Oh! What a Lovely War. In 1982 won hij een Academy Award voor beste regisseur van zijn historische film Gandhi. In 1993 verwierf Attenborough ook grote bekendheid als acteur, met zijn rol als John Hammond in Steven Spielbergs film Jurassic Park.
Tot Attenboroughs andere werkzaamheden behoorde een directeursfunctie bij voetbalclub Chelsea FC, waarvan hij van 1969 tot 1982 directeur was. Van 1993 tot 2008 mocht hij de eretitel van vicevoorzitter voor het leven van de Engelse voetbalclub dragen en van 2008 tot aan zijn overlijden de eretitel van voorzitter voor het leven.
Voorts werd hij in de adelstand verheven en mocht zich zodoende baron noemen. Als gevolg hiervan kwam hij in de jaren 90 namens de Labour Party in het Hogerhuis terecht.
Tijdens de laatste jaren van zijn leven kreeg Attenborough steeds meer gezondheidsproblemen. Eerst kampte hij met hartproblemen, waarvoor hij een pacemaker had. Vervolgens kreeg hij een beroerte, waardoor hij permanent aan een rolstoel gebonden raakte. Uiteindelijk overleed hij in augustus 2014, vijf dagen voor zijn 91ste verjaardag.

## Filmografie

### Als acteur
- In Which We Serve (1942) - Young Stoker
- Journey Together (1945) - David Wilton
- A Matter of Life and Death (1946) - Engelse piloot
- Brighton Rock (1947) - Pinkie Brown
- London Belongs to Me (1948) - Percy Boon
- Private's Progress (1956) - Pvt. Percival Henry Cox
- The League of Gentlemen (1959) - Lexy
- I'm All Right Jack (1959) - Sidney De Vere Cox
- The Angry Silence (1960) - Tom Curtis
- The Great Escape (1963) - Squadron Leader Roger Bartlett
- Seance on a Wet Afternoon (1964) - Billy Savage
- Guns at Batasi (1964) - Regimental Sgt. Major Lauderdale
- The Flight of the Phoenix (1965) - Lew Moran
- The Sand Pebbles (1966) - Frenchy Burgoyne
- 10 Rillington Place (1971) - John Reginald Christie
- Brannigan (1975) - Cmdr. Charles Swann
- Conduct Unbecoming (1975) - Maj. Lionel E. Roach
- Jurassic Park (1993) - Dr. John Hammond
- Miracle on 34th Street (1994) - Kris Kringle
- The Lost World: Jurassic Park (1997) - Dr. John Hammond
- Elizabeth (1998) - William Cecil

### Als regisseur
- Oh! What a Lovely War (1969)
- Young Winston (1972)
- A Bridge Too Far (1977)
- Magic (1978)
- Gandhi (1982)
- A Chorus Line (1985)
- Cry Freedom (1987)
- Chaplin (1992)
- Shadowlands (1993)
- In Love and War (1996)
- Grey Owl (1999)
- Closing the Ring (2007)